# Nonprofit szervezet
A nonprofit szervezet három alapvető jellemzője, hogy nem oszt profitot, nem kormányzati szervezet (NGO, non-governmental organization) és intézményesült, azaz jogi személy. Szervezeti megközelítésben ilyen az egyesület, alapítvány, közhasznú társaság (2007-től nem alapítható, 2009-ben megszűnt), köztestület és közalapítvány. A gazdasági társaságok közül ide soroljuk a nonprofit gazdasági társaságot is.
További kritériumokat is gyakran meg szoktak fogalmazni, amelyek közelítik, szinte leszűkítik a definíciót a civil szervezetére. A köztestület, közalapítvány és pártalapítvány viszont nem civil szervezet, de nonprofit szervezet, ahogy néhány egyesületi forma, mint a kölcsönös biztosító egyesület. Nem civil szervezet, de nonprofit szervezet a sportegyesület, sportszövetség, vallási egyesület és polgárőrszövetség. Hasonlóképpen az egyesülés és a polgári jogi társaság.